# M. Dias Branco
M. Dias Branco é uma indústria brasileira de produtos alimentícios, fundada por Manoel Dias Branco em 1936, e tem sua sede na cidade de Eusébio, Ceará. Atua nos segmentos de biscoitos de trigo e arroz, massas de trigo e milho, farinhas e farelos de trigo, misturas para bolos, margarinas e cremes vegetais, bolos, snacks de milho e trigo, torradas, biscoitos cobertos de chocolate, pasta de amendoim, temperos e chocolates, granolas, cookies, panificação sem glúten e beneficiamento de grãos.
É uma empresa de capital aberto, registrada na B3, com as ações negociadas sob o código MDIA3. Trata-se da empresa líder no ramo de massas alimentícias do país, que detinha 26,1% do mercado brasileiro de biscoitos e 25,4% do de massas, em 2012, segundo a ACNielsen, e o terceiro maior produtor brasileiro de farinha de trigo.
Emprega mais mais de 17 mil colaboradores distribuídos em 17 unidades industriais no Brasil e 1 no Uruguai. Além disso, possui 28 centros de distribuição, estrategicamente instalados em diferentes Estados, que possibilitam a presença de suas marcas em todo o território nacional e apoiando à exportação para mais de 40 países.

## História

### Início
A M. Dias Branco S/A surgiu a partir de um empreendimento do então futuro empresário, Manoel Dias Branco, na cidade de Cedro, Ceará, Depois a Padaria Imperial. O ano era 1936 e em sua padaria, Dias Branco produzia pães, biscoitos e o macarrão da marca Imperial para a população de Fortaleza. A padaria ficava na movimentada Avenida Visconde do Rio Branco.
Em 1940, Manuel moderniza sua empresa, instalando máquinas para produção do macarrão Imperial e expande seus negócios, formando uma sociedade com seus irmãos José e Orlando, criando a empresa M. Dias Branco & Irmãos (O "M." vem de Manuel, o primeiro nome do fundador). Em 1951, a padaria muda de endereço e de nome. A "Padaria Fortaleza" foi transformada numa fábrica de biscoitos e massas, que recebeu o nome de "Fábrica Fortaleza" em 1953 quando Francisco Ivens de Sá Dias Branco entra na sociedade, mudando o nome da empresa para "M. Dias Branco & Cia.ltda." No ano seguinte a empresa então investe em máquinas pesadas e trabalhando em três turnos cria a bolacha Pepita que foi o seu primeiro grande sucesso.

### Décadas de 1960 e 1970
Na década de 1960, a empresa passa por grandes mudanças. Em 1962 são lançados novos produtos, dentre eles o biscoito Petit Beure e também é criado o personagem "Fortinho", como mascote da Fábrica Fortaleza, até então a única unidade da Empresa. Já no final da década, em 1967 a fábrica passa por sua primeira expansão quando começa a produzir a linha "Extra-Fina".
Os anos de 1970, foram de consolidação para a Empresa que passou a produzir massas para as regiões Norte e Nordeste, alcançando a liderança nestas regiões. Em 1972, a bolacha cream cracker passa a ser um dos produtos mais populares. Em 1976, a nova sede da Fábrica Fortaleza começa a ser construída na BR-116, km 18, no município do Eusébio (CE), em um terreno de 600.000 m², sendo atualmente uma das maiores fábricas de biscoitos e massas da América Latina. Com o lançamento da linha "Richester" em 1978 a empresa alcança novos patamares de vendas, elevando ainda mais sua participação no mercado.

### Década de 1980 e 1990
Em 1980, foi concluída a construção das novas instalações da fábrica de biscoitos e massas, no município do Eusébio (CE), mantendo-se o nome de "Fábrica Fortaleza". Com as novas instalações a empresa expande ainda mais sua produção e atuação no mercado do Norte-Nordeste. Para melhorar a qualidade de seus produtos a empresa cria em 1985 o Centro de Pesquisas e Análises – CPA para certificação e desenvolvimento de novos produtos. Em 1991 a empresa robotiza os sistemas de embalagens de seus produtos.
Em 1992, a M. Dias Branco expande suas atividades e inaugura a sua primeira unidade de moagem de trigo e produção de farinha e farelo de trigo, constituindo-se no maior moinho do Brasil em capacidade de armazenamento de trigo e derivados. Esse investimento representou o primeiro passo para a verticalização do processo de produção de biscoitos e massas da Empresa. Em 1999, a empresa lança o salgadinho Tot's.

### Década de 2000

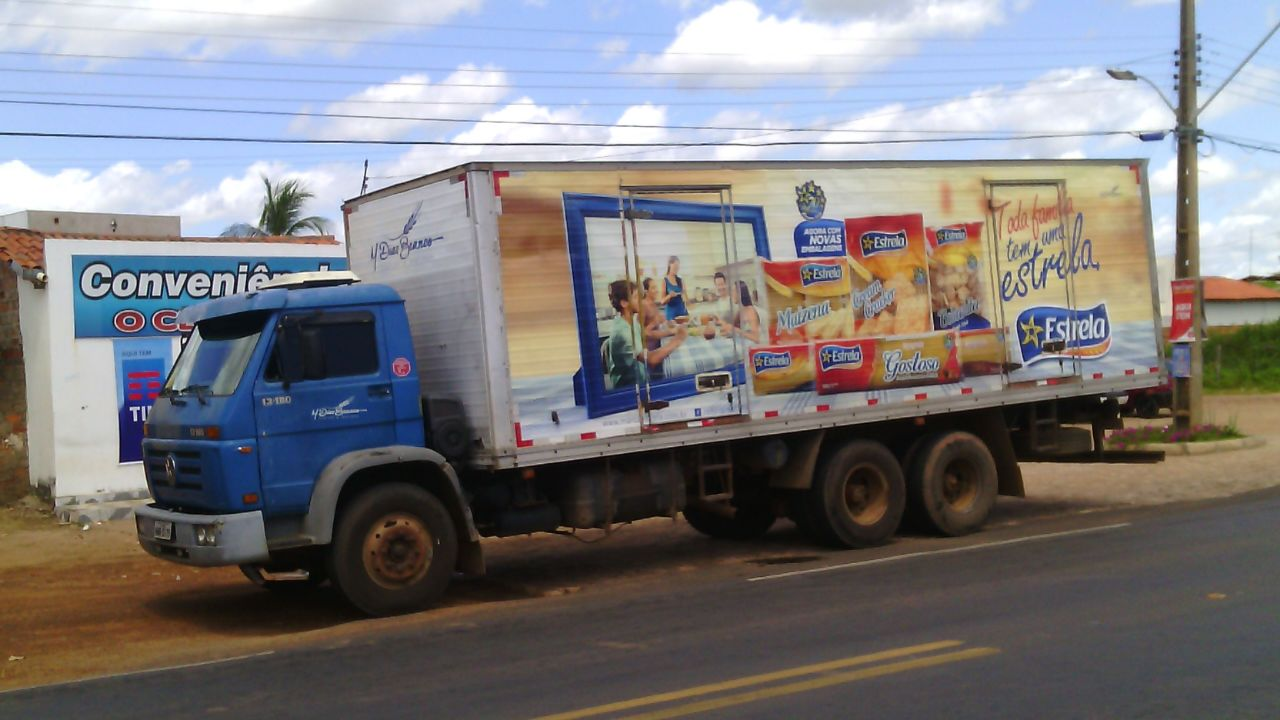
Caminhão dos produtos.

Em 2000, a empresa obtém a certificação ISO 9000 e é eleita pela revista Exame como a melhor empresa do segmento no Brasil. Ainda em 2000 a empresa inaugura uma nova unidade de moagem de trigo, denominada Grande Moinho Potiguar, em Natal, Rio Grande do Norte, e inicia a construção de nova unidade industrial, abrangendo um moinho de trigo, uma fábrica de biscoitos, uma fábrica de massas e um porto privativo de uso misto. Este complexo é denominado de Grande Moinho Aratu, e está situado no estado da Bahia. Em 2002 é inaugurada uma nova unidade industrial, dedicada à fabricação de margarinas e gorduras vegetais, dando-se o segundo passo para o aprofundamento da verticalização do processo de produção de biscoitos e massas. Neste momento a Empresa já produzia sua própria farinha de trigo e sua própria gordura vegetal, dois dos principais insumos na produção de biscoitos e massas.
Em 2003, Empresa Adria Alimentos do Brasil Ltda, com sede na cidade de São Caetano do Sul (SP) é absorvida pela M.Dias Branco. Com esta aquisição a M Dias Branco S/A adicionou a sua estrutura de produção as quatro unidades industriais então possuídas pela Adria, sediadas em (São Caetano do Sul-SP), (Bento Gonçalves-RS), (Jaboticabal-SP) e (Lençóis Paulista-SP). Esta aquisição conferiu à M. Dias Branco a liderança destacada nos mercados de biscoitos e massas no Brasil (segundo a Ac Nielsen), adicionando ao seu portfólio as marcas Adria, Zabet, Isabela e Basilar. Ainda nesse ano entram em operação mais dois complexos mistos de fabricação e logística (moinho, fabrica e centro de distribuição), localizados no estado da Bahia e na Paraíba.
O ano de 2006 foi um dos mais importantes para a história da M. Dias Branco S/A por sua abertura de capital, com o início de negociação de suas ações na Bolsa de Valores de São Paulo (BOVESPA), e ingresso no segmento do Novo Mercado, no mais alto nível de governança corporativa exigido no mercado de capitais brasileiro. Com essa iniciativa, aproximadamente 18% do então capital social da Empresa passou, mediante oferta secundária de ações, para as mãos de investidores brasileiros e estrangeiros.
Em 7 de abril de 2008, a empresa adquiriu, através de sua controlada Adria Alimentos do Brasil Ltda, a totalidade do capital social da empresa pernambucana Indústria de Alimentos Bom Gosto Ltda, conhecida pela sua principal marca, a Vitarella. Com essa aquisição a M Dias Branco S/A, ampliou a expressiva liderança no mercado brasileiro de massas e biscoitos, consolidando-se, ainda mais, como a maior empresa brasileira nesta área. Em novembro de 2008, a Indústrias de Alimentos Bomgosto Ltda - Vitarella - passou a ser diretamente controlada pela M Dias Branco S/A.

### Década de 2010
Em 26 de abril de 2011, a empresa adquiriu, por intermédio de sua controlada integral Indústrias de Alimentos Bomgosto Ltda - Vitarella, a totalidade das ações do capital da NPAP Alimentos S/A, responsável pela marca PILAR, ampliando mais ainda sua já consolidada liderança nacional nos segmentos de biscoitos e massas.
Após essa última aquisição, a M Dias Branco S/A, se tornou a maior companhia de massas e biscoitos do Brasil, líder nacional isolada nesses segmentos segundo pesquisas da AC Nielsen, possuindo 12 unidades industriais e 23 centros de distribuição de seus produtos, cobrindo, com equipe própria ou com distribuidores/representantes, presente nos 26 estados e no DF, cobrindo todo o território brasileiro, gerando quase 12 mil empregos diretos. 
Em dezembro de 2011, a M. Dias Branco anunciou a aquisição das empresas do Grupo Estrela (Pelágio Participações S/A, Pelágio Oliveira S/A e da J. Brandão Comércio e Indústria Ltda), por R$ 240 milhões. As empresas adquiridas atuam sob o nome fantasia "Estrela" nas regiões Norte e Nordeste. A aquisição envolve as marcas "Estrela", "Pelággio", "Salsito" e "Estrela", sendo que a produção anual das marcas é de 87,6 mil toneladas de biscoitos, 51,6 mil toneladas de massas e 7 mil toneladas de snacks e bolos. A Estrela fechou 2010 com receita líquida de R$ 190,6 milhões. Do total do valor da aquisição, R$ 100 milhões foram pagos à vista nesta data, enquanto outros R$ 100 milhões serão pagos em quatro parcelas trimestrais de R$ 25 milhões. Os R$ 40 milhões restantes serão pagos ao final de seis anos.
Em março de 2012, a M. Dias Branco incorporou a controlada Adria Alimentos do Brasil, assumindo, na ocasião, todas as unidades industriais, unidades comerciais, marcas e empregados da mesma, sucedendo-a em todos os direitos e obrigações. A Adria Alimentos do Brasil Ltda foi, então, extinta.
Em Maio de 2012, a M. Dias Branco adquiriu a Moinho Santa Lúcia por 90 milhões de reais, segundo comunicado enviado à Comissão de Valores Mobiliários (CVM). O pagamento será dividido em três etapas, sendo 45 milhões de reais pagos à vista, 27 milhões divididos em cinco parcelas de 5,4 milhões, e 18 milhões restantes a serem quitados nos próximos seis anos. Desde 1999, a Moinho Santa Lúcia atua na moagem de trigo, fabricação de seus derivados, além da industrialização e comercialização de biscoitos e massas alimentícias. Suas principais marcas são Predilleto e Bonsabor.
Em agosto de 2012, a M. Dias Branco concluiu a incorporação das empresas Pelágio Participações S/A, Pelágio Oliveira S/A e J. Brandão Comércio e Indústria Ltda, absorvendo, na ocasião, todas as unidades industriais, unidades comerciais, marcas e empregados das mesmas, sucedendo-as em todos os direitos e obrigações. As referidas controladas integrais foram extintas.
No ano de 2015, a M. Dias Branco adquiriu um moinho de trigo no município de Rolândia, no Estado do Paraná, mediante leilão público, objetivando aumentar o grau de verticalização em farinha de trigo para suas plantas do Sudeste e Sul do País.
No ano de 2018, a M. Dias Branco adquiriu mais uma empresa ao seu leque, a empresa de Alimentos Piraquê com sede no Rio de Janeiro. Com o desfecho da operação, a M. Dias Branco pretende acelerar o crescimento de suas marcas nas regiões Sul e Sudeste, além de refinar as suas marcas. Com 67 anos de história, a Piraquê foi comprada pelo valor aproximado de R$ 1,5 bilhão, o que se tornou a maior transação financeira já registrada do setor de biscoitos (superando a americana Kelloggs em 2016). Ao contrário das marcas pertencentes a M. Dias Branco, a marca Piraquê é considerada “premium” e tem o valor médio muito superior aos produtos das outras marcas do conglomerado, que são vistas como popularescas.

### Década de 2020
Em junho de 2022, adquiriu a empresa paranaense de alimentação saudável Jasmine Alimentos. O valor da aquisição não foi revelado.
Em outubro de 2022, adquiriu as empresas uruguaias, Darcel e Cacama, proprietárias da marca Alimentos Las Acacias, iniciando processo de expansão internacional.

## Marcas

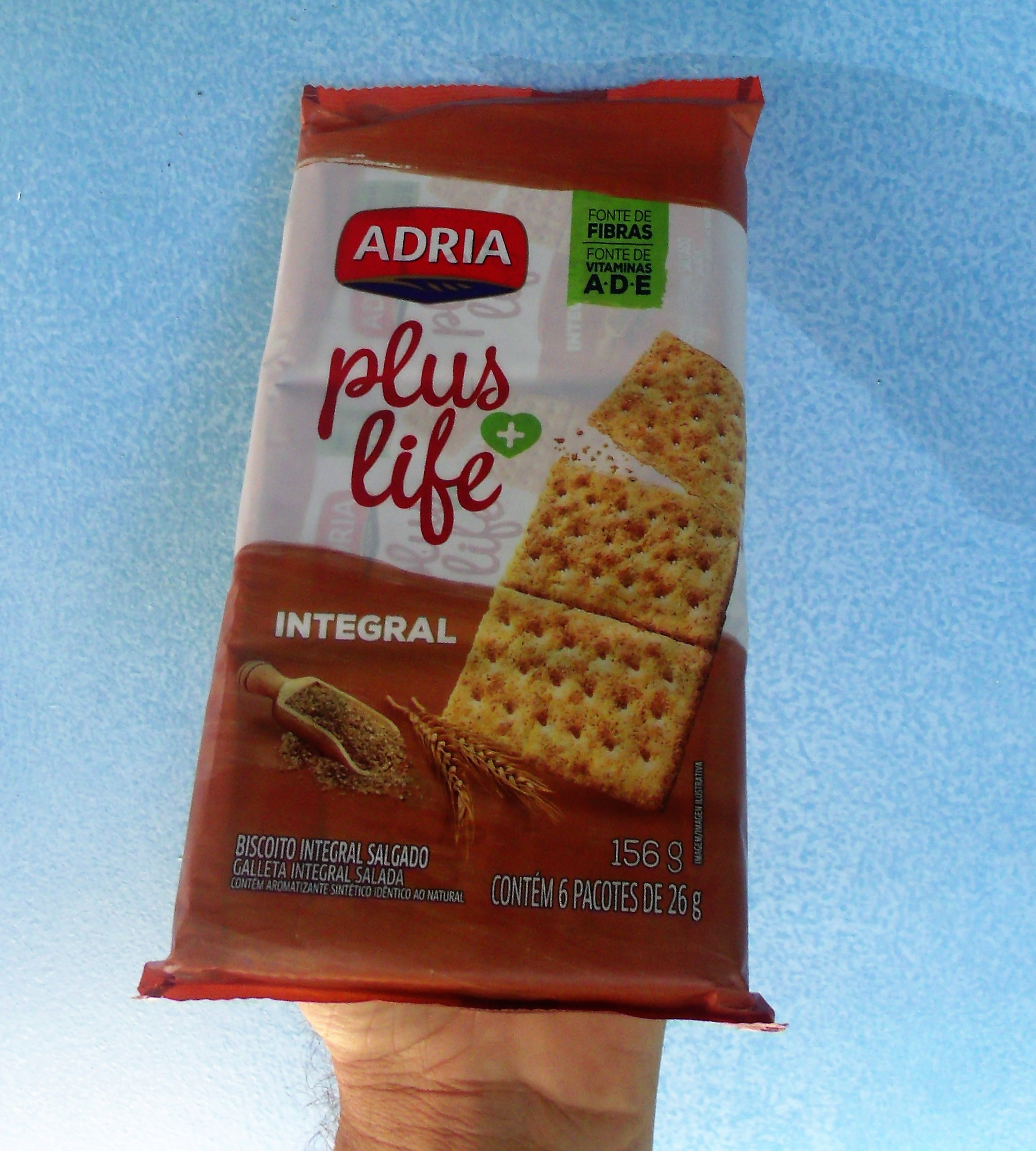
Biscoito Adria da marca M Dias Branco.

- Biscoito Adria da marca M Dias Branco.Fortaleza: É uma marca tradicional cearense de massas e biscoitos, criada em 1954 pelo fundador Manuel Dias Branco.
- Adria: É uma marca de biscoitos e massas alimentícias. Anteriormente a marca pertencia à Adria Alimentos do Brasil quando a empresa foi então adquirida, em 2003.
- Richester: É uma marca de biscoitos e massas alimentícias;[14]
- Vitarella: É uma marca pernambucana de biscoitos e massas alimentícias. Até 2008, pertenceu à indústria de alimentos Bom Gosto, fundada em 1993.[15] Sua fábrica funciona em Jaboatão dos Guararapes, na BR-101, próxima aos portos de Suape e do Recife, o que permite um rápido escoamento da produção. Atualmente, são produzidos mais de cem itens distintos, como wafers, amanteigados, rosquinhas e sequilhos. Também são produzidas massas como espaguete e lasanha. A marca se destaca na liderança de vendas do Grupo M. Dias Branco em Pernambuco, seu estado de origem, e também nos estados de Alagoas, Paraíba e Rio Grande do Norte, estando presente também em outras áreas do país.
- Pilar: É uma marca pernambucana de biscoitos e massas alimentícias. Anteriormente a marca pertencia à NPAP Alimentos S/A quando a empresa foi adquirida pela M. Dias Branco S/A em 26 de abril de 2011, por intermédio da controlada Indústria de Alimentos Bomgosto Ltda - Vitarella.
- Piraquê: Marca carioca de biscoitos e massas. Concentra-se no Sudeste. Com a compra da Piraquê a M. Dias busca aumentar sua participação no mercado alimentício, principalmente no Sul e Sudeste do país.

Outras marcas do grupo são Fortaleza, Zabet, Basilar, Isabela, Medalha de Ouro, Puro Sabor, Finna, Estrela, entre outras.

## Unidades industriais
- Fábrica Fortaleza: É a maior unidade industrial de biscoitos e massas alimentícias da América Latina com uma área total de 600 mil metros quadrados, sendo 120 mil metros quadrados de área construída. É responsável pela produção das marcas Fortaleza e Richester.
- Moinho Dias Branco: É o moinho com maior capacidade de armazenagem de grãos do Brasil, sediado no Estado do Ceará.
- Grande Moinho Potiguar: Tem área total de 10 mil metros quadrados onde abriga um moinho de trigo e uma fábrica de massas, sediado no Estado do Rio Grande do Norte;
- Grande Moinho Aratu: Está instalado em um terreno de 344 mil metros quadrados, contendo um complexo com porto privativo e capaz de moer e industrializar o trigo produzindo as diversas marcas do grupo. Inclui uma fábrica de massas e biscoitos. Está situado na Bahia;
- Grande Moinho Tambaú: Estando numa área de aproximadamente 40 mil metros quadrados abriga um moinho de trigo, uma fábrica de massas e um centro de distribuição regional. Está situado na Paraíba;
- GME: moderna unidade industrial de produção de gorduras vegetais e margarinas. Está situada no Estado do Ceará;
- São Caetano do Sul: unidade industrial de fabricação de massas alimentícias, sediada em São Caetano do Sul (SP);
- Bento Gonçalves: unidade industrial de fabricação de biscoitos e massas, sediada em Bento Gonçalves (RS).
- Jaboticabal: unidade industrial de fabricação de massas alimentícias, sediada em Jaboticabal (SP).
- Lençóis Paulista: unidade industrial de fabricação de biscoitos, sediada em Lençóis Paulista (SP).
- Maracanaú: unidade industrial de fabricação de biscoitos, massas, bolos e snacks, sediada no município de Maracanaú (CE).
- Vitarella: unidade industrial de fabricação de biscoitos e massas, que leva o nome da marca Vitarella, sediada em Jaboatão dos Guararapes (PE), integrante da controlada Indústria de Alimentos Bom Gosto Ltda.
- Pilar: unidade industrial de fabricação de biscoitos e massas, que leva o nome da marca Pilar, sediada no município do Recife (PE), integrante da controlada Indústria de Alimentos Bomgosto Ltda.
- Aquiraz: unidade industrial de fabricação de biscoitos e massas, sediada no município de Aquiraz (CE), integrante da controlada Moinho Santa Lúcia Ltda.